# Casco Coolus

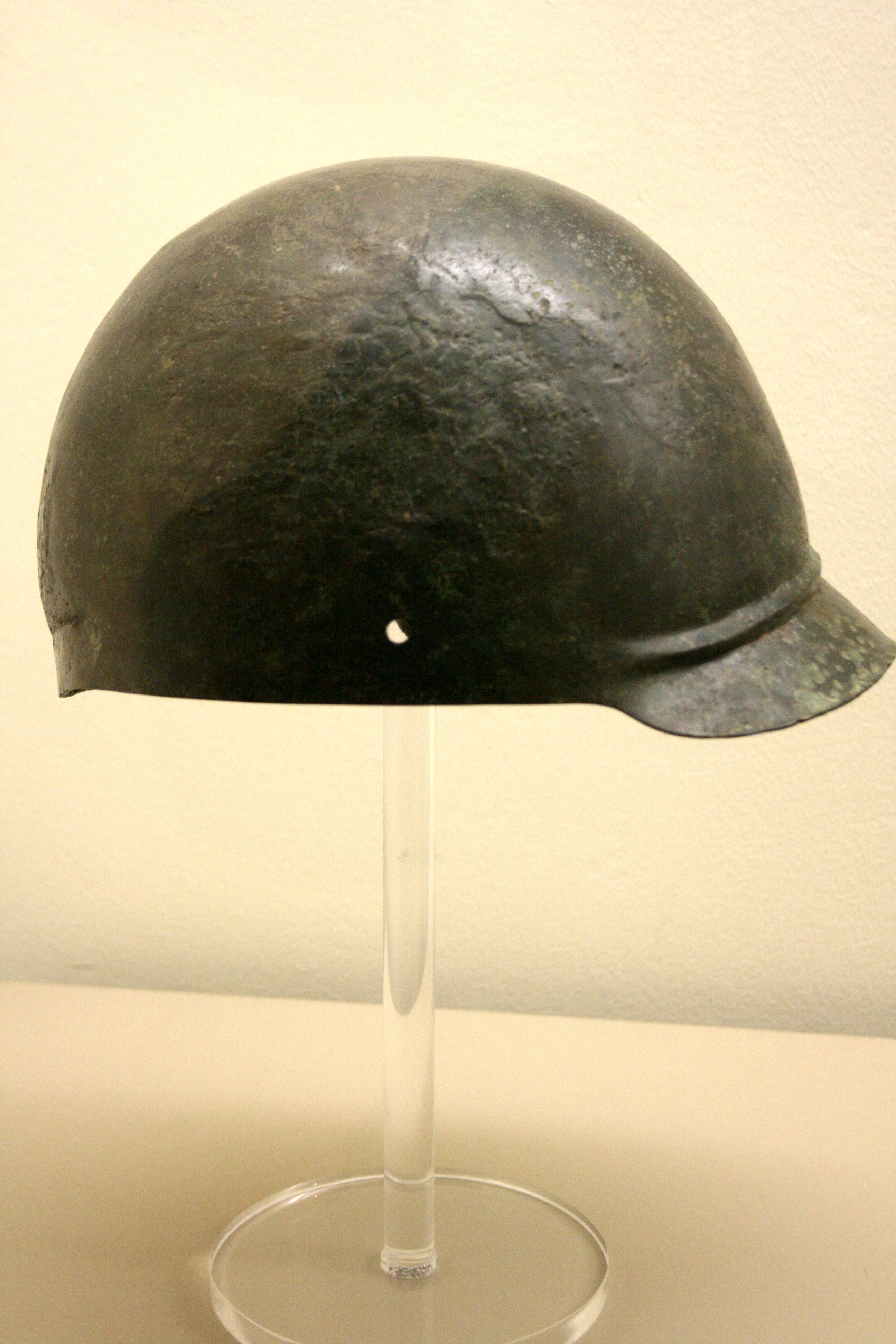
Casco tipo Coolus.

El casco Coolus  es un tipo de casco militar romano usado desde el siglo III a. C. hasta el siglo I. Coexistió con el Casco de Montefortino.

## Características
Era bastante plano, a excepción de algunas rugosidades o láminas en relieve en las carrilleras. Era globular o con forma hemisférica en (algunos eran fabricados en un torno en lugar de serlo con el método de martilleado para darles forma) con un remache en la cresta. El Coolus fue reemplazado por el casco de tipo imperial, una forma más desarrollada y también derivada del casco original celta.